# Олександроград
Олександрогра́д (перша назва Олександрфельд) — село Комарської сільської громади Волноваського району Донецької області, Україна.

## Загальні відомості
Відстань до Великої Новосілки становить 34 км і проходить автошляхом місцевого значення.
Землі села межують із територією с. Новоселівка Синельниківського району Дніпропетровської області.

## Історія
Село під назвою Олександрфельд було засноване 1870 р. лютерансько-менонітськими вихідцями з маріупольських колоній. Лютеранський прихід Людвіґсталь. Землі 1807 десятин.
7 (20) листопада 1917 року, відповідно до Третього Універсалу Української Центральної Ради, увійшло до складу Української Народної Республіки.  
Російське вторгнення в Україну (з 2022): серпень 2025 року - село було повернуте під контроль Сил оборони України, "над українським Олександроградом знову замайорів наш рідний синьо-жовтий прапор!"

## Населення
| Рік  | Кількість населення |
| ---- | ------------------- |
| 1897 | 275                 |
| 1905 | 294                 |
| 1911 | 290                 |
| 1919 | 284                 |

347/330 нем. (1926).
За даними перепису 2001 року населення села становило 122 особи, з них 76,23 % зазначили рідною мову українську та 23,77 % — російську.